# Spieljochbahn

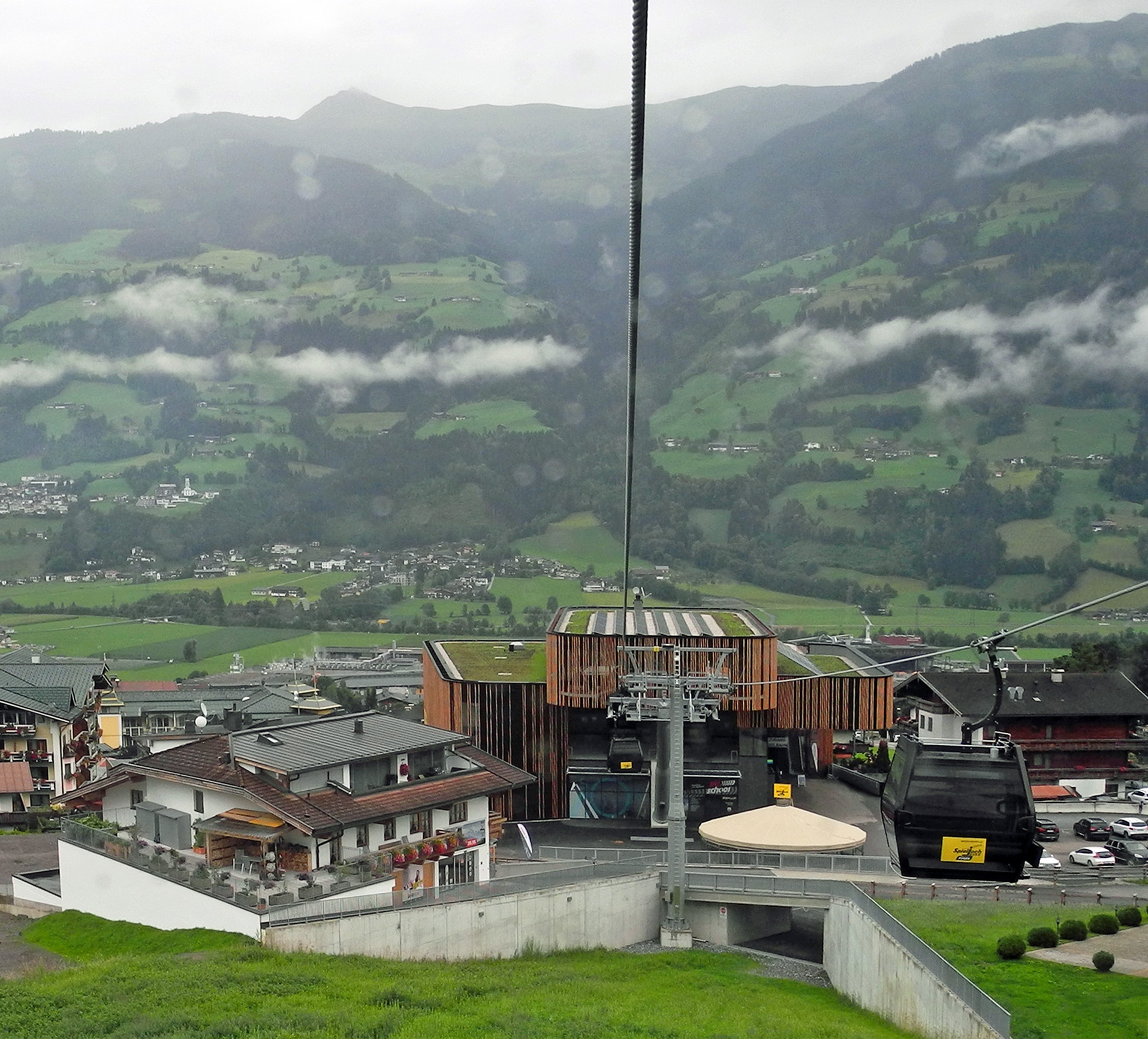
Talstation der Spieljochbahn

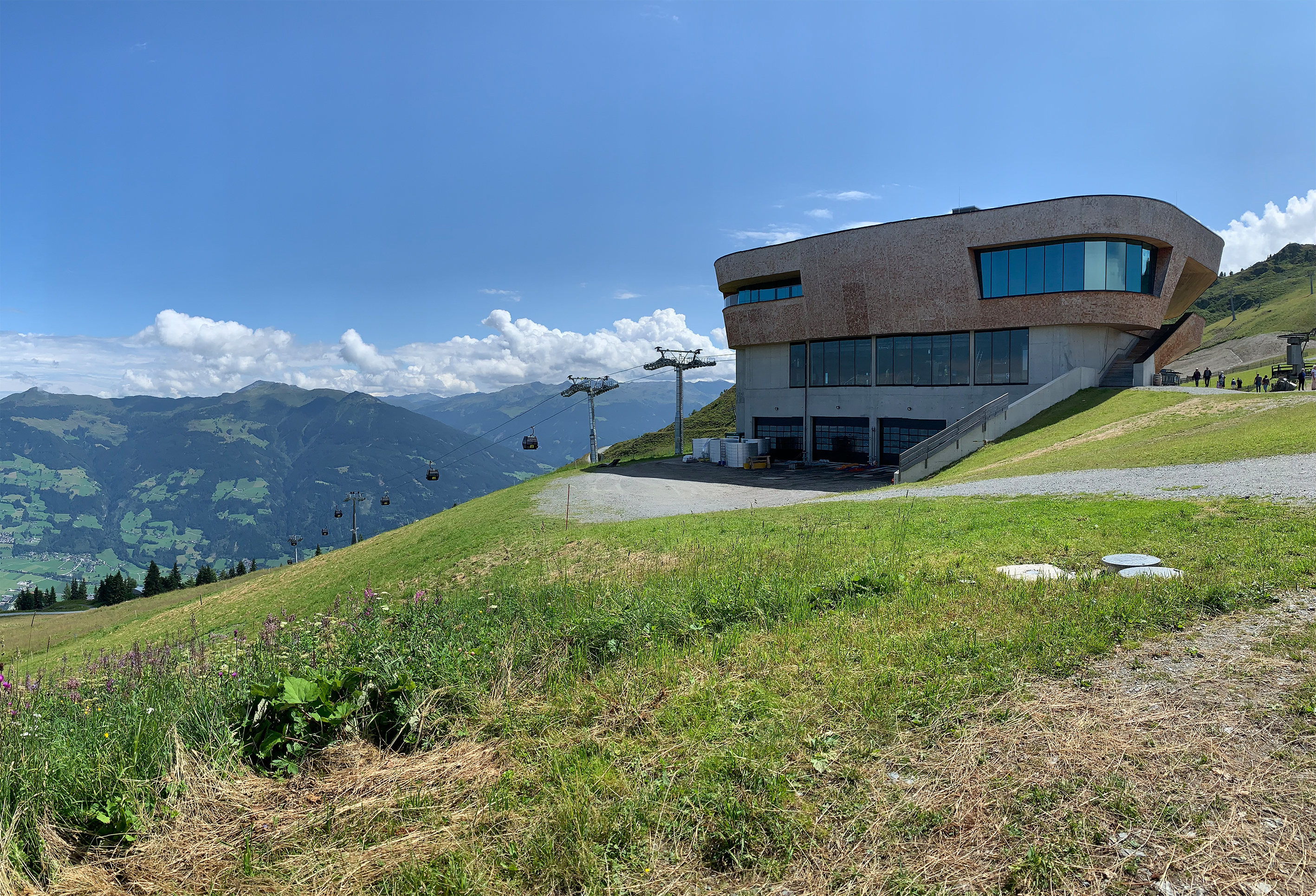
Bergstation

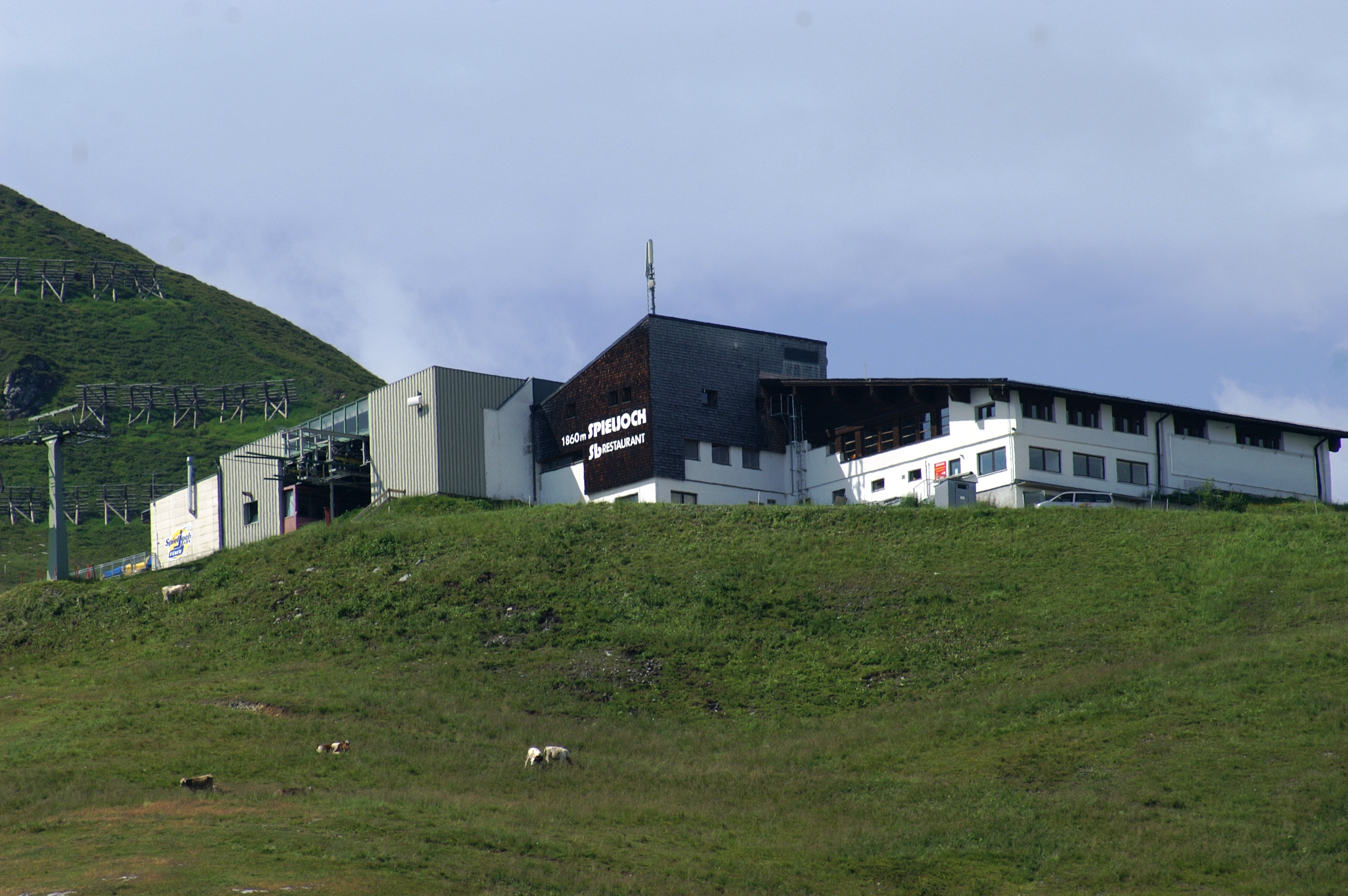
Alte Bergstation (2007)

Die Spieljochbahn ist eine knapp vier Kilometer lange Luftseilbahn in den Tuxer Voralpen, die vom westlichen Ortsrand von Fügen auf das Spieljoch führt.

## Technische Daten
Bei der 1973 errichteten Spieljochbahn handelt es sich um eine Einseilumlaufbahn der Firma Girak, mit deren Kabinen vier Personen befördert werden können. Die Talstation der Bahn befindet sich in einer Höhe von 641 Metern, die Bergstation ist 1860 Meter hoch gelegen. Die Distanz zwischen den beiden Stationen beträgt dabei 3925 Meter. An der steilsten Steigung weist die Bahn eine Neigung von 74 Prozent auf.
Die Spieljochbahn besteht aus zwei Teilstrecken, die bisweilen auch als Spieljochbahn I und Spieljochbahn II bezeichnet werden. Die erste Teilstrecke endet an der 1198 Meter hoch gelegenen Mittelstation der Bahn, wo die Gondelkabinen zunächst ausgekoppelt werden und die Station dann in langsamer Fahrt zum Ein- und Aussteigen durchlaufen. Anschließend werden die Kabinen wieder auf das gleiche Tragseil eingekoppelt und die Bergauffahrt wird auf der zweiten Teilstrecke der Bahn fortgesetzt.
Zur Wintersaison 2017/2018 wurde die Bahn von der Firma Leitner ropeways als 10-Personen-Einseilumlaufbahn neugebaut. Die neue Bahn befördert mit 3000 Personen pro Stunde doppelt so viele wie die alte.

## Schigebiet Spieljochbahn
Das gleichnamige Schigebiet betreibt neben den beiden Sektionen der Spieljochbahn: die Panoramabahn Geols (seit 2015), den 6er-Sessellift Arzjoch (seit 2002), die Onkeljochbahn (seit 1989) sowie die Schlepplifte Onkeljochlift, Mösllift und Skischullift.